# Championnat de Suède de rugby à XV 2020
Navigation
Championnat 2019 Championnat 2021
Le Championnat de Suède de rugby à XV 2020 également appelé Allsvenskan 2020, oppose les quatre  meilleures équipes suédoises de rugby à XV. Il débute le 22 août 2020 pour s'achever le 24 octobre 2020.	

## Les clubs de l'édition 2020
| Enköping Stockholm Troján |

| Équipe               | Stade | Capacité | Ville      |
| -------------------- | ----- | -------- | ---------- |
| Enköping RK          |       |          | Enköping   |
| Stockholm Exiles RFC |       |          | Stockholm  |
| Hammarby IF RF       |       |          | Stockholm  |
| NRK Troján           |       |          | Norrköping |

## Classement
| Rang | Club                     | J | V | N | D | Pm  | Pe  | Diff | Pts |
| ---- | ------------------------ | - | - | - | - | --- | --- | ---- | --- |
| 1    | Stockholm Exiles RFC (T) | 6 | 4 | 1 | 1 | 234 | 115 | +119 | 9   |
| 2    | NRK Troján               | 6 | 4 | 0 | 2 | 173 | 133 | +40  | 8   |
| 3    | Enköping RK              | 6 | 3 | 0 | 3 | 156 | 122 | +34  | 6   |
| 4    | Hammarby IF RF           | 6 | 0 | 1 | 5 | 74  | 267 | -193 | 1   |

|  | Qualifié pour les phases finales (no 1, no 2, no 3, no 4). |
|  | T : tenant du titre 2019                                   |

Attribution des points : victoire sur tapis vert : 2, victoire : 2, match nul : 1, défaite : 0.
Règle de classement : ?

### Résultats
L'équipe qui reçoit est indiquée dans la colonne de gauche.	
| Clubs                | ENK   | HAM   | STO   | TRO   |
| -------------------- | ----- | ----- | ----- | ----- |
| Enköping RK          |       | 17-10 | 23-40 | 24-15 |
| Hammarby IF RF       | 6-53  |       | 32-32 | 18-27 |
| Stockholm Exiles RFC | 30-19 | 61-8  |       | 53-14 |
| NRK Troján           | 21-20 | 77-0  | 19-18 |       |

|  | Victoire à domicile |  | Match nul |  | Défaite à domicile |

## Phase finale
|  | Demi-finales         | Demi-finales         | Demi-finales    | Demi-finales    |                               |                      | Finale                | Finale                | Finale                | Finale                |
|  |                      |                      |                 |                 |                               |                      |                       |                       |                       |                       |
|  | 10 octobre 2020      | 10 octobre 2020      | 10 octobre 2020 | 10 octobre 2020 |                               |                      | 14 et 24 octobre 2020 | 14 et 24 octobre 2020 | 14 et 24 octobre 2020 | 14 et 24 octobre 2020 |
|  | NRK Troján           | NRK Troján           | 29              | 29              |                               |                      | 14 et 24 octobre 2020 | 14 et 24 octobre 2020 | 14 et 24 octobre 2020 | 14 et 24 octobre 2020 |
|  | NRK Troján           | NRK Troján           | 29              | 29              |                               |                      | 14 et 24 octobre 2020 | 14 et 24 octobre 2020 | 14 et 24 octobre 2020 | 14 et 24 octobre 2020 |
|  | Enköping RK          | Enköping RK          | 24              | 24              |                               |                      | 14 et 24 octobre 2020 | 14 et 24 octobre 2020 | 14 et 24 octobre 2020 | 14 et 24 octobre 2020 |
|  | Enköping RK          | Enköping RK          | 24              | 24              | Stockholm Exiles RFC          | Stockholm Exiles RFC | 23                    | 21                    |                       |                       |
|  | 10 octobre 2020      |                      |                 |                 | Stockholm Exiles RFC          | Stockholm Exiles RFC | 23                    | 21                    |                       |                       |
|  |                      |                      | NRK Troján      | NRK Troján      | 3                             | 7                    |                       |                       |                       |                       |
|  | Stockholm Exiles RFC | Stockholm Exiles RFC | NRK Troján      | NRK Troján      | 3                             | 7                    | 50                    | 50                    |                       |                       |
|  | Stockholm Exiles RFC | Stockholm Exiles RFC |                 |                 |                               |                      |                       | 50                    |                       |                       |
|  | Hammarby IF RF       | Hammarby IF RF       | 6               | 6               |                               |                      |                       |                       |                       |                       |
|  | Hammarby IF RF       | Hammarby IF RF       | 6               | 6               | Match pour la troisième place |                      |                       |                       |                       |                       |
|  |                      |                      |                 |                 |                               |                      |                       |                       |                       |                       |
|  | 24 octobre 2020      |                      |                 |                 |                               |                      |                       |                       |                       |                       |
|  | Enköping RK          | Enköping RK          | 48              | 48              |                               |                      |                       |                       |                       |                       |
|  | Enköping RK          | Enköping RK          | 48              | 48              |                               |                      |                       |                       |                       |                       |
|  | Hammarby IF RF       | Hammarby IF RF       | 0               | 0               |                               |                      |                       |                       |                       |                       |
|  | Hammarby IF RF       | Hammarby IF RF       | 0               | 0               |                               |                      |                       |                       |                       |                       |

## Meilleurs réalisateurs
Les statistiques incluent la phase finale.	
| Rang | Joueur                | Club                 | Points |
| ---- | --------------------- | -------------------- | ------ |
| 1    | Ushangi Mchedlishvili | Stockholm Exiles RFC | 103    |
| 2    | Mattieu Spens Cossin  | NRK Troján           | 88     |
| 3    | Hannes Nylén          | Enköping RK          | 46     |
| 4    | Robin Fransson        | Enköping RK          | 42     |
| 5    | Alex Melander         | NRK Troján           | 35     |
| 5    | Theodor Karlsson      | Stockholm Exiles RFC | 35     |
| 7    | Johan Gustavsson      | Hammarby IF RF       | 40     |
| 8    | Erik Sandberg         | Stockholm Exiles RFC | 25     |
| 8    | Sean Burke            | Stockholm Exiles RFC | 25     |
| 10   | Sebastian Nockmar     | NRK Troján           | 20     |
| 10   | Björn Aloander        | Enköping RK          | 20     |